# Saison 2022 de la Super League
Navigation
Édition précédente Édition suivante
La Saison 2022 de la Super League (connu pour des raisons de partenariats comme la Betfred Super League XXVII) est la vingt-sixième saison de cette compétition, depuis sa création en 1996.
Douze équipes y prennent part. Le dernier est relégué en Championship.
Cette saison est la première de l'histoire de la compétition à accueillir deux équipes françaises.
En raison des difficultés de l'une d'entre elles, le Toulouse olympique, le débat est relancé sur la forme de la compétition et sur la nécessité de protéger ou non les équipes promues,.

## Équipes
La Super League 2022 met en place un système de relégation et de promotion avec la Championship. Cette saison, seul le dernier est relégué en Championship à l'issue de la saison régulière.
Dix des équipes sont dans le Nord de l'Angleterre et deux sont situées dans le Sud de la France avec les Dragons catalans à Perpignan et le Toulouse olympique XIII à Toulouse.
| Club                    | Classement en 2021 | Entraîneur(s)                                   | Capitaine(s)       | Stade                    | Capacité |
| ----------------------- | ------------------ | ----------------------------------------------- | ------------------ | ------------------------ | -------- |
| Castleford Tigers       | 7e                 | Lee Radford                                     | Paul McShane       | The Mend-O-Hose Jungle   | 11 750   |
| Dragons catalans        | Finaliste          | Steve McNamara                                  | Benjamin Garcia    | Stade Gilbert-Brutus     | 14 000   |
| Huddersfield Giants     | 9e                 | Ian Watson                                      | Luke Yates         | John Smith's Stadium     | 24 544   |
| Hull KR                 | Demi-finaliste     | Tony Smith → Danny McGuire                      | Shaun Kenny-Dowall | New Craven Park          | 12 225   |
| Hull FC                 | 8e                 | Brett Hodgson                                   | Luke Gale          | KCOM Stadium             | 25 404   |
| Leeds Rhinos            | Demi-finaliste     | Richard Agar Jamie Jones-Buchanan → Rohan Smith | Kruise Leeming     | Headingley Rugby Stadium | 22 250   |
| Salford Red Devils      | 11e                | Paul Rowley                                     | Elijah Taylor      | AJ Bell Stadium          | 12 000   |
| St Helens RLFC          | Champion           | Kristian Woolf                                  | James Roby         | Totally Wicked Stadium   | 18 000   |
| Toulouse olympique XIII | Championship       | Sylvain Houles                                  | Tony Gigot         | Stade Ernest-Wallon      | 19 000   |
| Wakefield Trinity       | 10e                | Willie Poaching                                 | Jacob Miller       | Beaumont Legal Stadium   | 11 000   |
| Warrington Wolves       | Barrage            | Daryl Powell                                    | Jack Hughes        | Halliwell Jones Stadium  | 15 500   |
| Wigan Warriors          | Barrage            | Matt Peet                                       | Thomas Leuluai     | DW Stadium               | 25 138   |

## Résultats

### Classement final
| Rang | Franchise               | J  | V  | N | D  | Pm  | Pe  | Diff | Pts |
| ---- | ----------------------- | -- | -- | - | -- | --- | --- | ---- | --- |
| 1    | St Helens RLFC          | 27 | 21 | 0 | 6  | 674 | 374 | +300 | 42  |
| 2    | Wigan Warriors          | 27 | 19 | 0 | 8  | 818 | 483 | +335 | 38  |
| 3    | Huddersfield Giants     | 27 | 17 | 1 | 9  | 613 | 497 | +116 | 35  |
| 4    | Dragons catalans        | 27 | 16 | 0 | 11 | 539 | 513 | +26  | 32  |
| 5    | Leeds Rhinos            | 27 | 14 | 1 | 12 | 577 | 528 | +49  | 29  |
| 6    | Salford Red Devils      | 27 | 14 | 0 | 13 | 700 | 602 | +98  | 28  |
| 7    | Castleford Tigers       | 27 | 13 | 0 | 14 | 544 | 620 | -76  | 26  |
| 8    | Hull KR                 | 27 | 12 | 0 | 15 | 498 | 608 | -110 | 24  |
| 9    | Hull FC                 | 27 | 11 | 0 | 16 | 508 | 675 | -167 | 22  |
| 10   | Wakefield Wildcats      | 27 | 10 | 0 | 17 | 497 | 648 | -151 | 20  |
| 11   | Warrington Wolves       | 27 | 9  | 0 | 18 | 568 | 664 | -96  | 18  |
| 12   | Toulouse olympique XIII | 27 | 5  | 0 | 22 | 421 | 745 | -324 | 10  |

|  | Champion de la saison régulière et qualifié pour les demi-finales. |
|  | Qualifié pour les demi-finales                                     |
|  | Qualifié pour la phase finale                                      |
|  | Relégué en Championship.                                           |

Attribution des points : deux points sont attribués pour une victoire, un point pour un match nul, aucun point en cas de défaite.

### Phase finale
|  | Quarts de finale | Quarts de finale | Quarts de finale | Quarts de finale |           |           | Demi-finales | Demi-finales | Demi-finales | Demi-finales |  |  | Finale                     | Finale | Finale | Finale |
|  |                  |                  |                  |                  |           |           |              |              |              |              |  |  |                            |        |        |        |
|  |                  |                  |                  |                  |           |           |              |              |              |              |  |  | à Old Trafford, Manchester |        |        |        |
|  |                  |                  |                  |                  |           |           |              |              |              |              |  |  |                            |        |        |        |
|  |                  |                  |                  |                  |           |           |              |              |              |              |  |  |                            |        |        |        |
|  |                  |                  |                  |                  |           |           |              |              |              |              |  |  |                            |        |        |        |
|  |                  |                  |                  |                  |           |           |              |              |              |              |  |  |                            |        |        |        |
|  | 1er              | St Helens        | 19               | 19               |           |           |              |              |              |              |  |  |                            |        |        |        |
|  | 1er              | St Helens        | 19               | 19               |           |           |              |              |              |              |  |  |                            |        |        |        |
|  |                  |                  | Salford          | Salford          | 12        | 12        |              |              |              |              |  |  |                            |        |        |        |
|  | 3e               | Huddersfield     | Salford          | Salford          | 12        | 12        | 0            | 0            |              |              |  |  |                            |        |        |        |
|  | 3e               | Huddersfield     |                  |                  |           |           |              | 0            |              |              |  |  |                            |        |        |        |
|  | 6e               | Salford          | 28               | 28               |           |           |              |              |              |              |  |  |                            |        |        |        |
|  | 6e               | Salford          | 28               | 28               | St Helens | St Helens | 24           | 24           |              |              |  |  |                            |        |        |        |
|  |                  |                  |                  |                  | St Helens | St Helens | 24           | 24           |              |              |  |  |                            |        |        |        |
|  |                  |                  | Leeds            | Leeds            | 12        | 12        |              |              |              |              |  |  |                            |        |        |        |
|  |                  |                  |                  |                  | 12        | 12        |              |              |              |              |  |  |                            |        |        |        |
|  |                  |                  |                  |                  |           |           |              |              |              |              |  |  |                            |        |        |        |
|  |                  |                  |                  |                  |           |           |              |              |              |              |  |  |                            |        |        |        |
|  | 2e               | Wigan            | 8                | 8                |           |           |              |              |              |              |  |  |                            |        |        |        |
|  | 2e               | Wigan            | 8                | 8                |           |           |              |              |              |              |  |  |                            |        |        |        |
|  |                  |                  | Leeds            | Leeds            | 20        | 20        |              |              |              |              |  |  |                            |        |        |        |
|  | 4e               | Dragons Catalans | Leeds            | Leeds            | 20        | 20        | 10           | 10           |              |              |  |  |                            |        |        |        |
|  | 4e               | Dragons Catalans |                  |                  |           |           |              | 10           |              |              |  |  |                            |        |        |        |
|  | 5e               | Leeds            | 20               | 20               |           |           |              |              |              |              |  |  |                            |        |        |        |
|  | 5e               | Leeds            | 20               | 20               |           |           |              |              |              |              |  |  |                            |        |        |        |
|  |                  |                  |                  |                  |           |           |              |              |              |              |  |  |                            |        |        |        |

#### Finale
(mt : 12 - 6)
Homme du match :  Jonathan Lomax
Points marqués :
- St Helens : 4 essais de Leeds (2e), Bennison (18e), Hurrell (45e), Percival (57e) ; 4 transformations de Makinson (2e, 18e, (45e et 57e).
- Leeds : 2 essais de Leeming (39e) et Martin (70e) ; 2 transformations de Martin (39e et 70e).

Évolution du score : 6-0, 12-0, 12-6 (mi-temps), 18-6, 24-6, 24-12.
Arbitre : Liam Moore
Spectateurs : 60 783
Composition des équipes :
- St Helens : Jonathan Bennison - Thomas Makinson, Konrad Hurrell,  Mark Percival, Will Hopoate - Jonathan Lomax (o), Jack Welsby (m) - Agnatius Paasi, James Roby, Matthew Lees, Joe Batchelor, Curtis Sironen, Morgan Knowles - Sione Mata'utia, Joey Lussick, Louie McCarthy-Scarsbrook, Jake Wingfield - Entraîneur : Kristian Woolf.
- Leeds : Richard Myler - Tom Briscoe, Zak Hardaker, Liam Sutcliffe, Ash Handley - Cameron Smith (o), Blake Austin (m) - Mikolaj Oledzki, Jarrod O'Connor, Matt Prior, James Bentley, Rhyse Martin, Zane Tetevano - Kruise Leeming, James Donalson, Sam Walters, Bodene Thompson - Entraîneur : Rohan Smith

## Récompenses

### Trophées de fin de saison
Les trophées sont remis aux joueurs et aux clubs la semaine précédant la finale.
- Man of Steel :  Brodie Croft (Salford).
- Entraîneur de l'année :  Matthew Peet  (Wigan).
- Jeune joueur de l'année :  Jack Welsby (St Helens).
- Meilleur plaqueur :  Danny Houghton  (Hull FC).
- Meilleur marqueur d'essais :  Bevan French  (Wigan).

### Dream Team
La sélection « Dream team » de cette saison 2022.
|    | Joueur             | Equipe       | Apparition |
| -- | ------------------ | ------------ | ---------- |
| 1  | Jai Field          | Wigan        | 1          |
| 2  | Bevan French       | Wigan        | 2          |
| 3  | Shaun Kenny-Dowall | Hull KR      | 1          |
| 4  | Tim Lafai          | Salford      | 1          |
| 5  | Ken Sio            | Salford      | 2          |
| 6  | Jack Welsby        | St Helens    | 2          |
| 7  | Brodie Croft       | Salford      | 1          |
| 8  | Alex Walmsley      | St Helens    | 4          |
| 9  | James Roby         | St Helens    | 7          |
| 10 | Mikolaj Oledzki    | Leeds        | 1          |
| 11 | Chris McQueen      | Huddersfield | 1          |
| 12 | Liam Farrell       | Wigan        | 5          |
| 13 | Morgan Knowles     | St Helens    | 4          |

## Médias

### Presse
Si la presse généraliste française , selon son habitude, couvre peu l'évènement, Midi olympique y consacre une page hebdomadaire dans sa rubrique « Treize Actualités ». Les quotidiens L'Indépendant et la Dépêche du Midi suivent également de près la compétition, leur « audience » dépassant maintenant leurs régions d'origines, grâce à la présence de leurs titres dans l'offre presse des fournisseurs d'accès internet.
L'évènement est largement couvert par les magazines et hebdomadaires britanniques et australiens de rugby à XIII (Rugby Leaguer & League Express, Rugby League World et Rugby League Review) par les médias généralistes comme The Guardian, et de manière plus épisodique par le Times.
L'inconnu cette saison est le suivi, ou non, de la compétition par les médias généralistes ou sportifs français. Deux équipes françaises disputent en effet la compétition. Ce qui semble entrainer une couverture légèrement supplémentaire des médias français qui se constate au moment des « French Derby ».

### Télévision
Pour la diffusion des matchs à la télévision en France, un accord est finalement trouvé entre les Dragons catalans et Beinsport début 2022. Des matchs des Dragons ainsi qu'un match du Toulouse Olympique sont prévus dans cet accord. Les deux matchs du derby entre équipes françaises sont retransmis à la télévision (sur Sky et Beinsport).
Au Royaume-Uni, Channel 4 débute la retransmission de certaines rencontres. Jusqu'ici seule Sky couvrait la compétition.